# Kostanecki-Robinson-Reaktion
Die Kostanecki-Robinson-Reaktion oder auch Kostanecki-Acylierung genannt ist eine Namensreaktion der organischen Chemie. Die Reaktion ist nach dem polnischen Entdecker Stanislaus von Kostanecki benannt und dient der Herstellung von Cumarin oder Chromonen. Die Reaktion 1→2 ist dabei eine Allan-Robinson-Kondensation und 1→3 eine Kostanecki-Reaktion.

## Übersichtsreaktion
Das Cumarin oder Chromon wird durch eine ortho-Acylierung mit einer anschließenden Aldolkondensation hergestellt. Hierbei wird ein ortho-Hydroxyacetophenon (oder ein ähnliches o-Hydroxyarylalkylketon) und ein aliphatisches Carbonsäureanhydrid, in Anwesenheit des dazugehörigen Natriumsalzes, benötigt:
Die Reste R1 und R2 können Wasserstoffatome, Alkylreste oder Arylreste sein.

## Reaktionsmechanismus
Der mögliche Reaktionsmechanismus ist zur besseren Veranschaulichung in drei Absätze unterteilt, in dem ersten Teil geht es bis zu einer Zwischenstufe, daraus kann entweder ein Cumarin oder ein Chromon entstehen. Anschließend gibt es zu jeder Zwischenstufe eine Fortsetzung.
Die Hydroxygruppe von dem Alkohol 1 greift ein Carbonylkohlenstoffatom von Essigsäureanhydrid an. Dabei entsteht  2. 2 wird durch das Acetatanion deprotoniert und es entsteht das Alkoholatanion 3. Unter Abspaltung eines Acetations bildet sich der Carbonsäureester 4 aus. Hierbei bildet sich nun eine Zwischenstufe aus, an der es sich entscheidet, ob es ein Cumarin oder Chromon wird. Das abgespaltene Acetat-Ion kann nun den Kohlenstoff in α-Stellung zur Carbonylgruppe deprotonieren. Da es zwei Carbonylgruppen gibt, entstehen die Carbanionen 5a und 5b.
Das Carbanion 5a greift das Kohlenstoffatom der anderen Carbonylgruppe an. Hierbei entsteht das Alkoholatanion 6a. Die Essigsäure protoniert das Alkoholatanion 6a zu einem Oxoniumion 7a weiter. Durch Abspaltung von protoniertem Wasser bildet sich das Chromon 8a.
Analog läuft der Reaktionsmechanismus bei Cumarin ab:
Das Carbanion 5b greift das Kohlenstoffatom der anderen Carbonylgruppe an. Hierbei entsteht das Alkoholatanion 6b. Die Essigsäure protoniert das Alkoholatanion 6b zu einem Oxoniumion 7b weiter. Durch Abspaltung von protoniertem Wasser bildet sich das Cumarin 8b.